# Ivry-sur-Seine
Ivry-sur-Seine is een gemeente in het Franse departement Val-de-Marne (regio Île-de-France). De gemeente telde 64.526 inwoners op 1 januari 2022. De plaats maakt deel uit van het arrondissement Créteil.

## Geschiedenis
De plaats werd voor het eerst genoemd in 937 en was een bezit van het kapittel van de Notre-Dame van Parijs. Verschillende kerkelijke instellingen en heren hadden bezittingen in Ivry, tot de plaats in de 17e eeuw onder één heer verenigd werd. In die periode kwamen er ook buitenverblijven voor de elite van Parijs in het landelijke Ivry. In de loop van de 19e eeuw moest de landbouw plaatsmaken voor de industrie. Door de gunstige ligging aan de Seine en de goede verbindingen via de weg en het spoor vestigden allerlei bedrijven en instellingen zich in de gemeente (een glasfabriek, een rubberfabriek, brouwerijen en distilleerderijen, maar ook ziekenhuizen). Ivry werd in de 20e eeuw een links politiek bolwerk met onder anderen de communist Georges Marrane als burgemeester. Tijdens de Tweede Wereldoorlog was de industrie en de infrastructuur van Ivry een doelwit voor geallieerde luchtbombardementen. De gemeente liep zware schade op tijdens bombardementen in december 1943 en augustus 1944. Het centrum van de gemeente werd vanaf het einde van de jaren 1960 gemoderniseerd onder leiding van architecten Renée Gailhoustet en Jean Renaudie. Vanaf de jaren 1970 verdween een groot deel van de aanwezige industrie.

## Geografie
De oppervlakte van Ivry-sur-Seine bedroeg op 1 januari 2022 6,1 vierkante kilometer; de bevolkingsdichtheid was toen 10.578 inwoners per km². De gemeente ligt op de linkeroever van de Seine en grenst in het noordwesten aan de stad Parijs.
De onderstaande kaart toont de ligging van Ivry-sur-Seine met de belangrijkste infrastructuur en aangrenzende gemeenten.

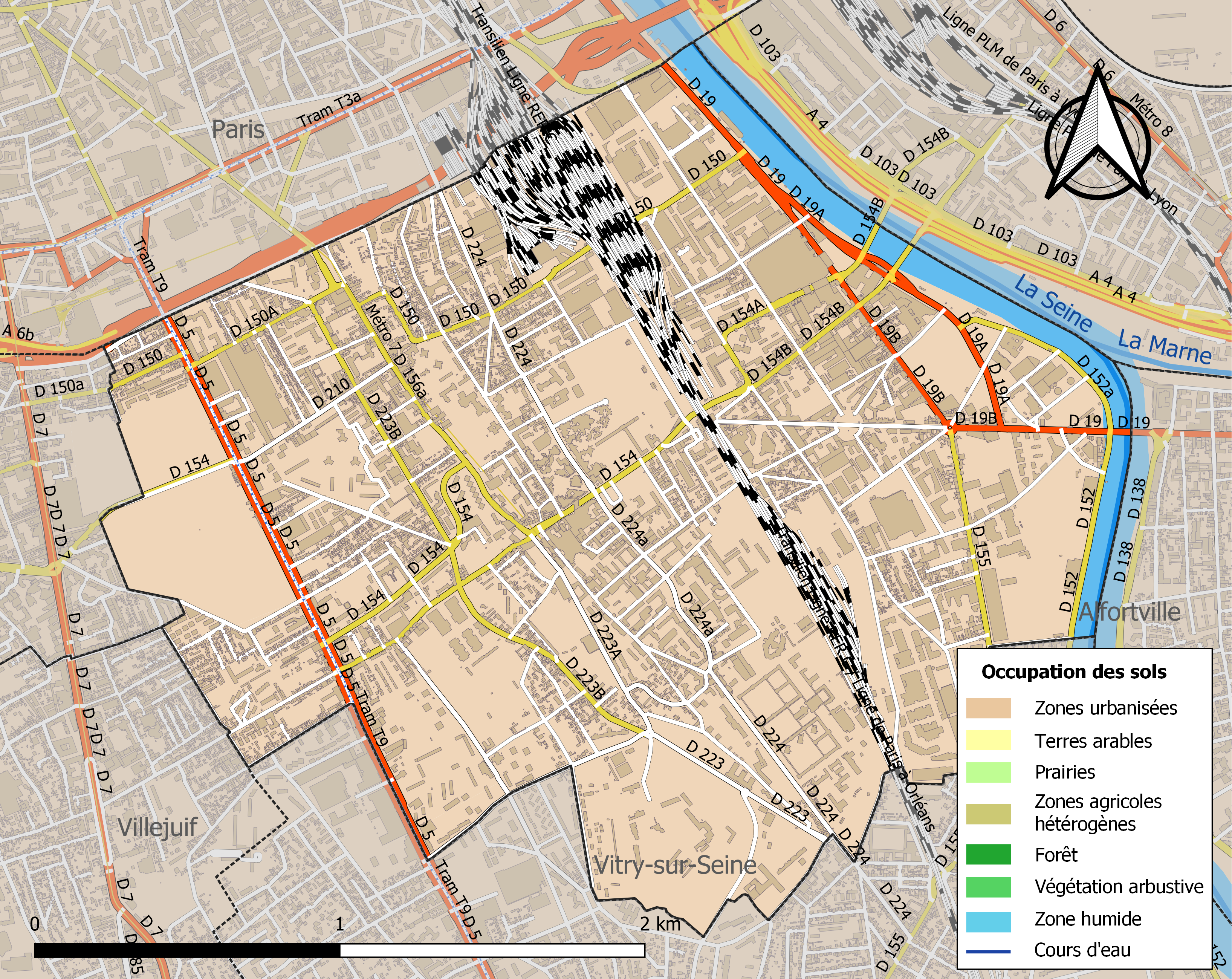

## Demografie
In 1789 telde de plaats ongeveer 800 inwoners. Onderstaande figuur toont het verloop van het inwonertal (bron: INSEE-tellingen).

## Onderwijs
- École des technologies numériques appliquées
- ESME Sudria
- Institut polytechnique des sciences avancées

## Verkeer en vervoer
In de gemeente ligt het treinstation Ivry-sur-Seine, aangesloten op RER C. Verder zijn er twee stations van de Metro van Parijs (Lijn 7), Mairie d'Ivry en Pierre et Marie Curie, en een tramlijn.

## Bezienswaardigheden
De oude dorpskerk Saint-Pierre-Saint-Paul gaat terug tot de 12e eeuw. De oudste delen van de kerk zijn de vierkanten klokkentoren en een travee uit de 13e eeuw.

## Geboren
- Pierre Contant d'Ivry (1698-1777), architect
- Jean-Baptiste Louis Gros (1793-1870), diplomaat, politicus, fotograaf en kunstschilder
- Georges Moreau de Tours (1848-1901) kunstschilder
- Catherine Ferry (1953), zangeres
- Reda Kateb (1977), acteur
- Luc Abalo (1984), handballer
- Souleymane Bamba (1985-2024), voetballer
- Mana Dembélé (1988), Malinees voetballer
- Bakary Sako (1988), voetballer
- Sofiane Hanni (1990), voetballer
- Abdelrafik Gérard (1993), voetballer
- Hannibal Mejbri (2003), Tunesisch-Frans voetballer

## Overleden
- Louise Marie Adélaïde van Bourbon (1753-1821), moeder van de laatste Franse koning
- Antonin Artaud (1896-1948), avant-gardistisch toneelschrijver- en criticus, dichter, acteur en regisseur
- Gérard Genette (1930-2018), literatuurwetenschapper